# اسماعیل فرهادی
اسماعیل فرهادی (زادهٔ ۴ مرداد ۱۳۶۱ در اصفهان) بازیکن فوتبال ایرانی است. که با ذوب آهن اصفهان به فینال لیگ قهرمانان آسیا 2010 رسید

## افتخارات
- لیگ برتر
- نایب قهرمانی در لیگ برتر فوتبال ایران ۸۸-۱۳۸۷ به همراه تیم ذوب‌آهن اصفهان
- نایب قهرمانی در لیگ برتر فوتبال ایران ۸۹-۱۳۸۸ به همراه تیم ذوب‌آهن اصفهان
- جام حذفی
- قهرمانی در جام حذفی ۸۸-۱۳۸۷ به همراه تیم ذوب‌آهن اصفهان
- قهرمانی در جام حذفی ۹۴–۱۳۹۳ به همراه تیم ذوب‌آهن اصفهان
- لیگ قهرمانان آسیا
- نایب قهرمانی در لیگ قهرمانان آسیا ۲۰۱۰ به همراه تیم ذوب‌آهن اصفهان

فردی
- لیگ برتر
- بهترین پاسور گل لیگ برتر ۸۸–۱۳۸۷ با ۹ پاس گل در تیم ذوب‌آهن اصفهان به‌طور مشترک با محمدرضا خلعتبری و ایوان پتروویچ